# Marcelo Spínola y Maestre
Marcelo Spínola y Maestre (ur. 14 stycznia 1835 w Isle of San Fernando, zm. 20 stycznia 1906 w Sewilli) – hiszpański duchowny katolicki, arcybiskup Sewilli, kardynał, błogosławiony katolicki.

## Życiorys
Święcenia kapłańskie przyjął 21 marca 1864 roku w Sewilli z rąk Luisa de la Lastra y Cuesta arcybiskupa Sewilli. Kapłan archidiecezji Sewilla. 16 grudnia 1880 roku otrzymał nominację na biskupa tytularnego Milos i biskupa pomocniczego archidiecezji Sewilla. Konsekrowany 6 lutego 1881 roku w archikatedrze Sewilli przez kard. Joaquín Lluch y Garriga arcybiskupa Sewilli. 10 listopada 1884 roku mianowany biskupem Coria, zaś 10 czerwca 1886 mianowany biskupem Málagi. 2 grudnia 1895 roku podniesiony do godności arcybiskupa i przeniesiony na stolicę metropolitalną w Sewilli. Na konsystorzu 11 grudnia 1905 roku papież Pius X wyniósł go do godności kardynała prezbitera. Zmarł 20 stycznia 1906 roku w Sewilli. Pochowano go w archikatedrze metropolitalnej Sewilli.
29 marca 1987 roku papież Jan Paweł II beatyfikował go w bazylice św. Piotra na Watykanie.